# غروب (نقاشی)
غروب یا برادران نقاشی رنگ روغن اثر کاسپار داوید فریدریش است که اکنون در موزه ارمیتاژ در سن پترزبورگ قرار دارد.